# 袴田武史
袴田 武史（はかまだ たけし、1979年 - ）は、日本の宇宙開発技術者、実業家。株式会社ispaceファウンダー＆代表取締役（CEO）。元HAKUTO代表。

## 人物・来歴
東京都出身。父は銀行員。入間市立藤沢中学校、高松市立紫雲中学校を経て、城西大学付属川越高等学校を卒業。
東京工業大学に2年連続3回不合格となり、上智大学理工学部機械工学科に進学したが、宇宙に携わりたいという思いから再受験し、2004年に名古屋大学工学部機械・航空工学科卒業。2006年ジョージア工科大学大学院修了、航空宇宙システムの概念設計により航空宇宙工学修士取得。
同年外資系経営コンサルティングファームのマサイ・ジャパン（のちのエイミングジャパン）に入社。2010年ホワイトレーベルスペース・ジャパンを設立し、代表社員に就任。同年よりGoogle Lunar XPRIZEにチーム「HAKUTO」を率いて参加し、2013年ispaceを設立、代表取締役に就任。
2019年アメリカ合衆国国立航空宇宙博物館に、開発した小型月面探査車を寄贈。同年から住友商事とスズキ、シチズン時計の参画を得て、月面探査機事業の開発を進めた。2023年にはispaceを東京証券取引所グロース市場に上場させた。

## 著書
- 『HAKUTO、月面を走れ』祥伝社 2016年